# كاتورث (كامبريدجشير)
كاتورث (بالإنجليزية: Catworth)‏ هي قرية وأبرشية مدنية تقع في المملكة المتحدة في إنجلترا.